# La Clé magique
La Clé magique (This Little Wiggy) est le 18e épisode de la saison 9 de la série télévisée d'animation Les Simpson.

## Synopsis
La famille Simpson décide d'aller visiter le nouveau musée des sciences à Springfield. Bart y rencontre Ralph Wiggum, martyrisé par Nelson et sa bande. Marge se rend compte que Ralph n'a pas d'amis et s'arrange pour qu'il passe du temps avec Bart (qui est invité à dormir chez les Wiggum). Celui-ci n'est pas ravi, mais il y voit un intérêt lorsqu'il se rend compte qu'il est chez le chef de la police. Il vole alors la « clé magique » au shérif, clé qui ouvre toutes les portes de Springfield.
Les deux garçons, accompagnés par Nelson, Jimbo, Kearney et Dolph, se rendent dans un pénitencier désaffecté et activent la vieille chaise électrique qui s'y trouve.
Plus tard, Bart et Ralph apprennent en regardant la télévision que le maire Quimby a décidé de rouvrir le pénitencier et de faire une démonstration sur la chaise électrique, censée être hors de service depuis plus de trente ans. Pour lui sauver la vie, Bart et Ralph font appel à Lisa, qui envoie une fusée en direction de la prison pour prévenir les gardiens que la chaise est toujours branchée. C'est M. Burns qui reçoit la lettre (« Ainsi le pénitencier reçoit de l'électricité gratuitement depuis toutes ces années ») et il coupe le courant, sauvant ainsi la vie du maire.
Une fois de retour chez eux, toute la famille Simpson félicite Ralph (même si en réalité c'est Lisa qui a réglé la situation, il est rare pour Ralph de prouver sa valeur). Un lutin irlandais pyromane apparaît alors sur l'épaule de Ralph et lui murmure « Brûle la maison, brûle les tous ! Ah ah ah ! ». Et l'épisode se termine avec Ralph qui répète : « Ah ah ah ! »...